# Mistrzostwa Urugwaju w rugby union mężczyzn
Campeonato Uruguayo de Rugby (Primera División) – najwyższa klasa rozgrywkowa dla urugwajskich drużyn rugby union zarządzana przez Unión de Rugby del Uruguay.

## Historia
Rugby trafiło do Urugwaju w drugiej połowie XIX wieku wraz z brytyjskimi pracownikami i przez dłuższy czas sport ten był uprawiany jedynie w ich gronie, w szczególności w Montevideo Cricket Club. Po okresie ekspansji pod koniec pierwszej połowy XX wieku nastąpiła konieczność stworzenia innych klubów i zorganizowania lokalnych rozgrywek. W 1950 roku zorganizowano pierwszy turniej, którego inicjatorem był Carlos E. Cat – retrospektywnie uznany za pierwsze mistrzostwa kraju. Udział w nim wzięły Montevideo Cricket Club, Old Boys Club, Colonia Rugby oraz Carrasco Polo Club, który wystawił dwie drużyny. Sukces tego turnieju pociągnął za sobą stworzenie 31 stycznia 1951 roku ogólnokrajowego związku rugby, który od tej pory zarządzał organizacją tej dyscypliny w Urugwaju. Stopniowo do rozgrywek dołączały kolejne drużyny, m.in. Los Cuervos pod koniec lat pięćdziesiątych, Old Christians Club kilka lat później, w latach siedemdziesiątych Club Champagnat Rugby i Trébol Rugby Club, a na początku lat dziewięćdziesiątych Pucaru.

## Zwycięzcy
Źródło.

- 1950 – Old Boys Club
- 1951 – Montevideo Cricket Club
- 1952 – Old Boys Club / Carrasco Polo Club
- 1953 – Montevideo Cricket Club
- 1954 – Club Trouville
- 1955 – Colonia Rowing
- 1956 – Montevideo Cricket Club / Old Boys Club / Club Trouville
- 1957 – Old Boys Club
- 1958 – Colonia Rowing / Club Trouville
- 1959 – Old Boys Club
- 1960 – Los Cuervos Rugby
- 1961 – Carrasco Polo Club
- 1962 – Old Boys Club
- 1963 – Old Boys Club
- 1964 – Old Boys Club
- 1965 – Old Boys Club
- 1966 – Carrasco Polo Club
- 1967 – Old Boys Club
- 1968 – Old Christians Club / Old Boys Club
- 1969 – Old Boys Club
- 1970 – Old Christians Club
- 1971 – Club de Rugby La Cachila
- 1972 – Club de Rugby La Cachila
- 1973 – Club de Rugby La Cachila / Old Christians Club
- 1974 – Club de Rugby La Cachila
- 1975 – Club de Rugby La Cachila / Old Boys Club
- 1976 – Old Christians Club
- 1977 – Old Christians Club
- 1978 – Old Christians Club
- 1979 – Old Christians Club
- 1980 – Old Christians Club
- 1981 – Carrasco Polo Club
- 1982 – Old Christians Club
- 1983 – Carrasco Polo Club
- 1984 – Old Christians Club
- 1985 – Old Christians Club
- 1986 – Old Christians Club
- 1987 – Old Christians Club
- 1988 – Old Christians Club
- 1989 – Old Christians Club
- 1990 – Carrasco Polo Club
- 1991 – Carrasco Polo Club
- 1992 – Carrasco Polo Club
- 1993 – Carrasco Polo Club
- 1994 – Carrasco Polo Club
- 1995 – Carrasco Polo Club
- 1996 – Carrasco Polo Club
- 1997 – Carrasco Polo Club
- 1998 – Carrasco Polo Club
- 1999 – Carrasco Polo Club
- 2000 – Carrasco Polo Club
- 2001 – Carrasco Polo Club
- 2002 – Carrasco Polo Club
- 2003 – Carrasco Polo Club
- 2004 – Carrasco Polo Club
- 2005 – Carrasco Polo Club
- 2006 – Carrasco Polo Club
- 2007 – Old Christians Club
- 2008 – Carrasco Polo Club
- 2009 – Carrasco Polo Club
- 2010 – Old Boys Club
- 2011 – Carrasco Polo Club
- 2012 – Carrasco Polo Club
- 2013 – Old Boys Club
- 2014 – Carrasco Polo Club
- 2015 – Old Christians Club
- 2016 – Old Christians Club[3]
- 2017 – Old Christians Club[4]
- 2018 – Trébol[5]
- 2019 – Old Christians Club[6]